# هارولد فلمینگ
هارولد فلمینگ (به انگلیسی: Harold Fleming) بازیکن فوتبال زادهٔ ۳۰ آوریل ۱۸۸۷ اهل کشور انگلستان بود که سابقهٔ بازی در تیم ملی فوتبال انگلستان را در کارنامهٔ خود دارد. وی در تاریخ ۳ آوریل ۱۹۰۹ نخستین بازی ملی خود را در مقابل تیم ملی فوتبال اسکاتلند انجام داد و با حضور در ۱۱ بازی ملی، در تاریخ ۴ آوریل ۱۹۱۴ واپسین بازی ملی‌اش را در برابر تیم ملی فوتبال اسکاتلند برگزار کرد.
این بازیکن توانسته در بازی‌های ملی، ۹ گل به ثمر برساند.